# Zack Estrin
Zack Estrin   (Woodland, 16 de setembre de 1971 - Hermosa Beach, 23 de setembre de 2022) va ser un guionista i productor de televisió i cinema estatunidenc. És especialment conegut per haver participat en Prison Break i Lost in Space.

## Carrera
Va iniciar-se amb les sèries Charmed, En Dawson creix i Tru Calling, i després va ser el coproductor executiu de Prison Break. N'havia d'escriure un spin-off que finalment no s'ha produït, Prison Break: Cherry Hill, amb un dels productors executius de la sèrie, Matt Olmstead. Els va venir al cap la idea de l'spin-off juntament amb Dawn Parouse, també productora executiva del xou. També va ser productor de la pel·lícula Stranger than Fiction.
El 2018, va exercir de showrunner a la sèrie de Netflix Lost in Space.

## Vida personal
Malgrat que va néixer a Woodland, es va criar al districte Brooklyn de Nova York. El seu pare, Jonathan, també és guionista. La seva mare es diu Patricia i tenia Amelia Burstyn de germana. Va estudiar a la Universitat del Sud de Califòrnia. Va tenir dues filles amb la seva dona Kari: Charlotte Estrin i Chloe Estrin. També tenia dos gossos, Molly i Lt. Judy Hopps.
El 23 de setembre de 2022, va morir per una aturada cardíaca mentre feia fúting a la ciutat californiana de Hermosa Beach. Tenia 51 anys i, en principi, cap malaltia.